# Newtonisme

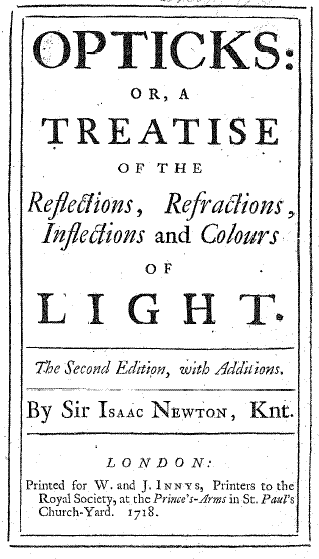
Traité sur l'optique de Newton

Le newtonisme est une doctrine qui consiste à suivre les principes et utiliser les méthodes d'Isaac Newton. Bien que les contributions influentes de Newton se trouvent principalement en physique et mathématiques, sa large conception de l'univers comme étant régi par des lois rationnelles et compréhensibles a jeté les bases de nombreux volets de la pensée des Lumières. Le newtonisme est devenu un programme intellectuel très influent qui applique les principes de Newton dans de nombreuses pistes de réflexion, jette les bases de la science moderne (à la fois sciences naturelles et sociales), en plus d'influencer la philosophie, la pensée politique et la théologie.
En 1737, Francesco Algarotti, essayiste et savant italien membre de la Royal Society popularise le newtonisme avec son livre Newtonianism for ladies.
La doctrine newtonienne peut être comparée à plusieurs autres ensembles de principes et méthodes tels que le cartésianisme, le leibnizianisme et le wolffianisme,.
Comme exemples de sa vaste influence, David Hume a pour sa part tenu à faire usage des principes expérimentaux newtoniens dans l'examen des sujets moraux tandis que Colin Maclaurin a écrit une thèse de maîtrise sur l'application au calcul de la moralité. La philosophie religieuse déiste est fortement newtonienne.

## Source de la traduction
- (en) Cet article est partiellement ou en totalité issu de l’article de Wikipédia en anglais intitulé « Newtonianism » (voir la liste des auteurs).